# Helge Bronée
Helge Christian Bronée (Nybølle, 28 marzo 1922 – Dronningmølle, 3 giugno 1999) è stato un calciatore danese, di ruolo attaccante.

## Caratteristiche tecniche
Era mancino. Aiutava spesso la squadra nella fase difensiva in quanto gradiva partire lontano dalla porta per poi finalizzare. In carriera ricoprì comunque tutti i ruoli eccezion fatta per quello del portiere.

## Carriera
Esplose nella squadra francese del Nancy. Nel 1950 venne ingaggiato, per 40 milioni di lire, dal Palermo del Principe Raimondo Lanza di Trabia, che lo aveva scoperto durante un suo viaggio di piacere a Nancy per la partita Nancy-Grenoble e che volle portarlo a tutti i costi a Palermo.

Bronée (a destra) e Carlo Galli, attaccanti della Roma nel 1953.

Ben presto entrò in contrasto con l'allenatore dei rosanero Gipo Viani: durante una partita la sua squadra, per difendere il pareggio, si chiuse a catenaccio e lui, non gradendo, si spostò in difesa buttando la palla in autogol. Negli spogliatoi fu poi preso a botte dal suo allenatore. Fuori dal campo aveva un carattere indisciplinato, che ben presto gli causò antipatie all'interno della società; anche per questo giocò in rosanero solamente per due stagioni (1950-1951 e 1951-1952) totalizzando 70 presenze e segnando 22 reti.
La sua carriera proseguì nella Roma, ma anche qui il suo carattere rissoso gli creò qualche problema. Dopo un Roma-Inter, fra lui e il suo compagno di squadra Arcadio Venturi sorse un diverbio, culminato con il lancio di una scarpa sulla faccia di un dirigente di riguardo, il dottor Campilli, figlio di un ministro. Bronée venne messo fuori squadra, ponendo così termine alla sua avventura romanista.
Nel 1954 approdò alla Juventus, dove rimase una sola stagione totalizzando 29 presenze e 11 reti. Nel campionato successivo andò a concludere la sua carriera italiana nelle file del Novara. In Italia ha totalizzato complessivamente 177 presenze e 55 reti in massima serie.
Chiuse la carriera con il B 93.

## Note

Bronée e Boniperti nel 1954-'55